# Maria van Montpellier
Maria van Montpellier (circa 1182 - Rome, 21 april 1213) was van 1204 tot aan haar dood vrouwe van Montpellier en via haar drie huwelijken burggravin van Marseille, gravin van Comminges en koningin-gemalin van Aragón. Ze behoorde tot het huis Guilhem.

## Levensloop
Maria was de dochter van heer Willem VIII van Montpellier en diens echtgenote Eudokia Komnena, een nicht van de Byzantijnse keizer Manuel I Komnenos. Al vanaf haar geboorte was ze de legitieme erfopvolgster van de heerlijkheid Montpellier, omdat een clausule in het huwelijkscontract van haar ouders had gesteld dat het eerstgeboren kind, of dat nu een jongen of een meisje was, na de dood van Willem VIII Montpellier zou erven.
In april 1187 liet Willem VIII zich van Eudokia scheiden, waarna hij hertrouwde met ene Agnes, die verwant was met de koningen van Aragón. Uit dit huwelijk kreeg Willem VIII nog acht kinderen: zes zonen en twee dochters. Het tweede huwelijk van Willem VIII werd later ongeldig verklaard, waardoor zijn kinderen uit zijn tweede huwelijk onwettig waren en Maria dus de erfgename van Montpellier bleef.
In 1192 of kort daarvoor huwde ze met burggraaf Raymond Godfried II van Marseille, ook bekend onder de naam Barral. Eind 1192 stierf Raymond Godfried II en werd Maria op tienjarige leeftijd al weduwe. In december 1197 hertrouwde ze met graaf Bernard IV van Comminges, waarna Maria op aanstalten van haar vader haar rechten over Montpellier opgaf ten voordele van haar halfbroer Willem IX.
Uit haar huwelijk met Bernard IV kreeg Maria twee dochters: Mathilde, via haar huwelijk burggravin van La Barthe, en Petronella, via haar huwelijk gravin van Astarac. Omdat de vorige twee echtgenotes van Bernard IV nog in leven waren, werd hij beschuldigd van polygamie. Hierdoor werd het huwelijk tussen Bernard IV en Maria in 1201 geannuleerd. Maria werd nu terug de erfgename van Montpellier, maar werd niet erkend door haar vader, die openlijk zijn zoon Willem IX erkende als zijn erfopvolger.
Toen Willem VIII in 1202 stierf, was het dan ook Willem IX die de nieuwe heer van Montpellier werd. Op 15 juni 1204 huwde ze met koning Peter II van Aragón en dat jaar werd ze eveneens vrouwe van Montpellier, nadat opstandige edelen Willem IX hadden verdreven.
Uit haar huwelijk met Peter II kreeg Maria twee kinderen: de jonggestorven Sancha (1205-1206) en Jacobus I (1208-1276), die later koning van Aragón zou worden. Na de geboorte van Jacobus wilde Peter II zich onmiddellijk laten scheiden van Maria om zo te kunnen hertrouwen met koningin Maria van Jeruzalem en Montpellier voor zichzelf te claimen. Paus Innocentius III koos echter de kant van Maria en weigerde de scheiding goed te keuren. 
In april 1213 stierf Maria in Rome tijdens haar terugreis naar Aragón. Enkele maanden later sneuvelde haar echtgenoot Peter II tijdens de Slag bij Muret.